# Каделбург, Зоран
Зоран Каделбург (серб. Зоран Каделбург, родился 13 ноября 1950 года во Вршаце) — сербский математик, профессор кафедры реального и функционального анализа математического факультета Белградского университета (в 1995—1998 и 2001—2002 годах — декан); член жюри Международной математической олимпиады.

## Биография
Родился 13 ноября 1950 года во Вршаце. Окончил в 1973 году естественно-математический факультет Белградского университета, в 1976 году получил степень магистра по работе «Нелинейные локально выпуклые топологические пространства». В 1980 году защитил докторскую диссертацию по теме «Асимптотика спектральных функций дифференциальных операторов». В 1978—1979 годах стажировался в МГУ на механико-математическом факультете под руководством академика В.А.Садовничего, выступал на научном семинаре «Спектральная теория дифференциальных операторов».
С 1975 года Каделбург работает на математическом факультете. Ассистент-помощник с 1975 года, ассистент с 1978 года, доцент с 1982 года, профессор с 1989 года. Опубликовал 22 научные и 22 экспертные работы. Является соавтором учебника по математическому анализу в двух частях (вместе с Д. Аднаджевичем). Участник четырёх отечественных и семи международных конференций, референт в журналах «Mathematical Reviews» и «Zentralblatt für Mathematik». Преподаёт не только на математическом факультете Белградского университета (курс лекций «Математический анализ», «Линейная алгебра» и «Математика» для студентов-физиков и механиков; специальные курсы «Линейные топологические пространства» и «Спектральная теория операторов»), но и в математической гимназии Белграда. На факультете возглавляет совет отделения математики, механики и астрономии. В 1995—1998 и 2001—2002 годах был деканом математического факультета
Зоран Каделбург входит в Общество математиков Сербии, которое возглавляет с 2010 года, и Американское математическое общество. С 2001 по 2006 годы был председателем Союза обществ математиков Югославии, возглавлял Союзную и Республиканскую комиссию молодых математиков. Входит в состав жюри Международной математической олимпиады и некоторых других международных математических конкурсов, в 1994 и 2001 годах возглавлял жюри Балканской математической олимпиады. С 1994 года главный редактор журанал «Математички весник». В 1998 году — делегат национального математического комитета Югославии в Международном математическом союзе.

## Научные статьи на русском
- О двукратном разложении в ряд по собственным функциям задачи Орра–Зоммерфельда. // Дифференциальные уравнения, том 21, номер 6 (1985), с. 1082–1085.
- Об асимптотике спектральной функции для обыкновенных дифференциальных операторов, заданных двучленной операцией на отрезке. // Дифференциальные уравнения, том 18, номер 9 (1982), с. 1475–1480.
- Об асимптотике «спектральных функций» двух несамосопряженных краевых задач. // Математические заметки, том 30, номер 5 (1981), с. 659–667.